# Krypginst
Krypginst (Cytisus decumbens) är en ärtväxtart som först beskrevs av Jean-François Durande, och fick sitt nu gällande namn av Édouard Spach. Krypginst ingår i släktet kvastginster, och familjen ärtväxter. Inga underarter finns listade i Catalogue of Life.

## Bildgalleri

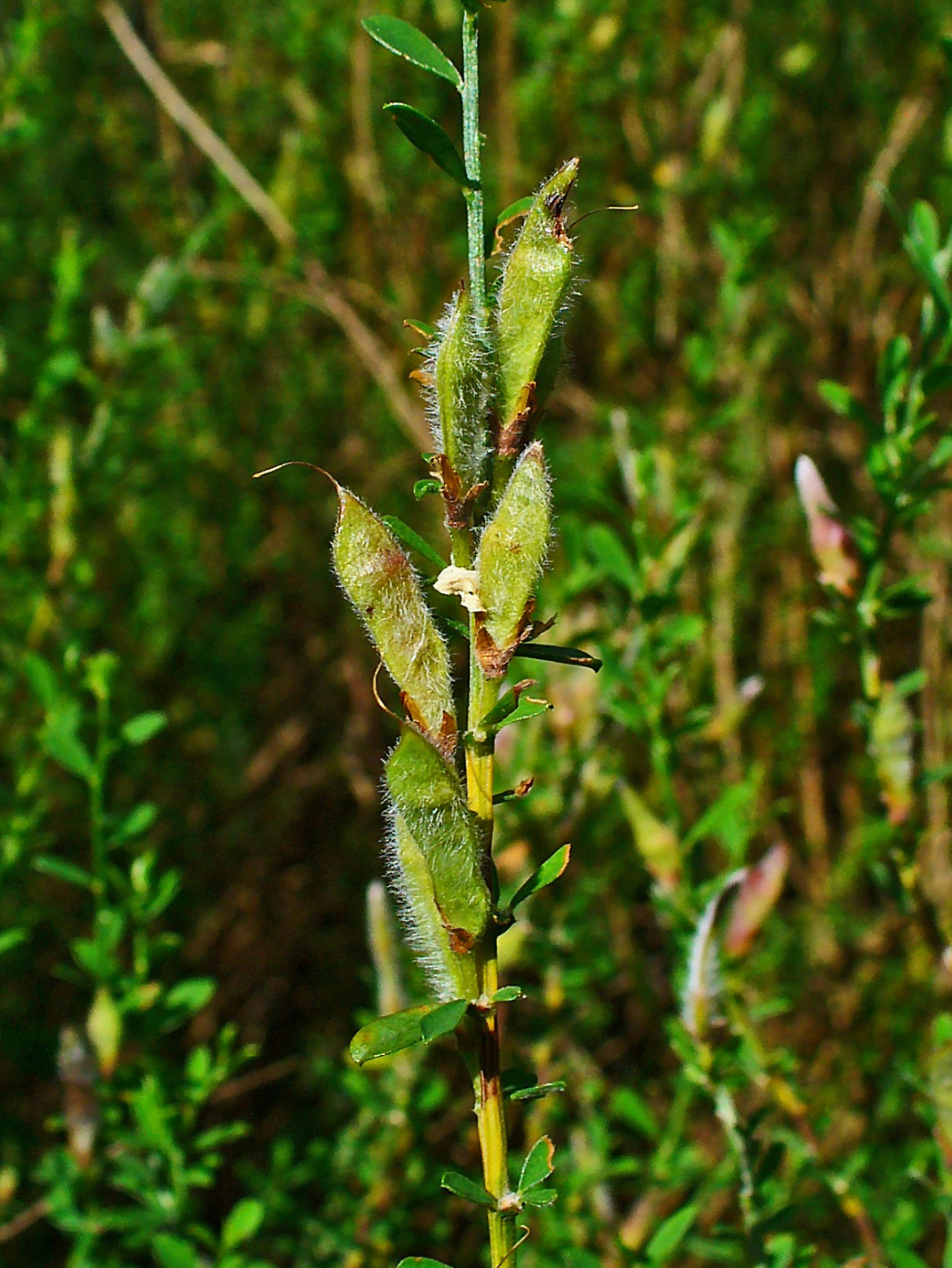
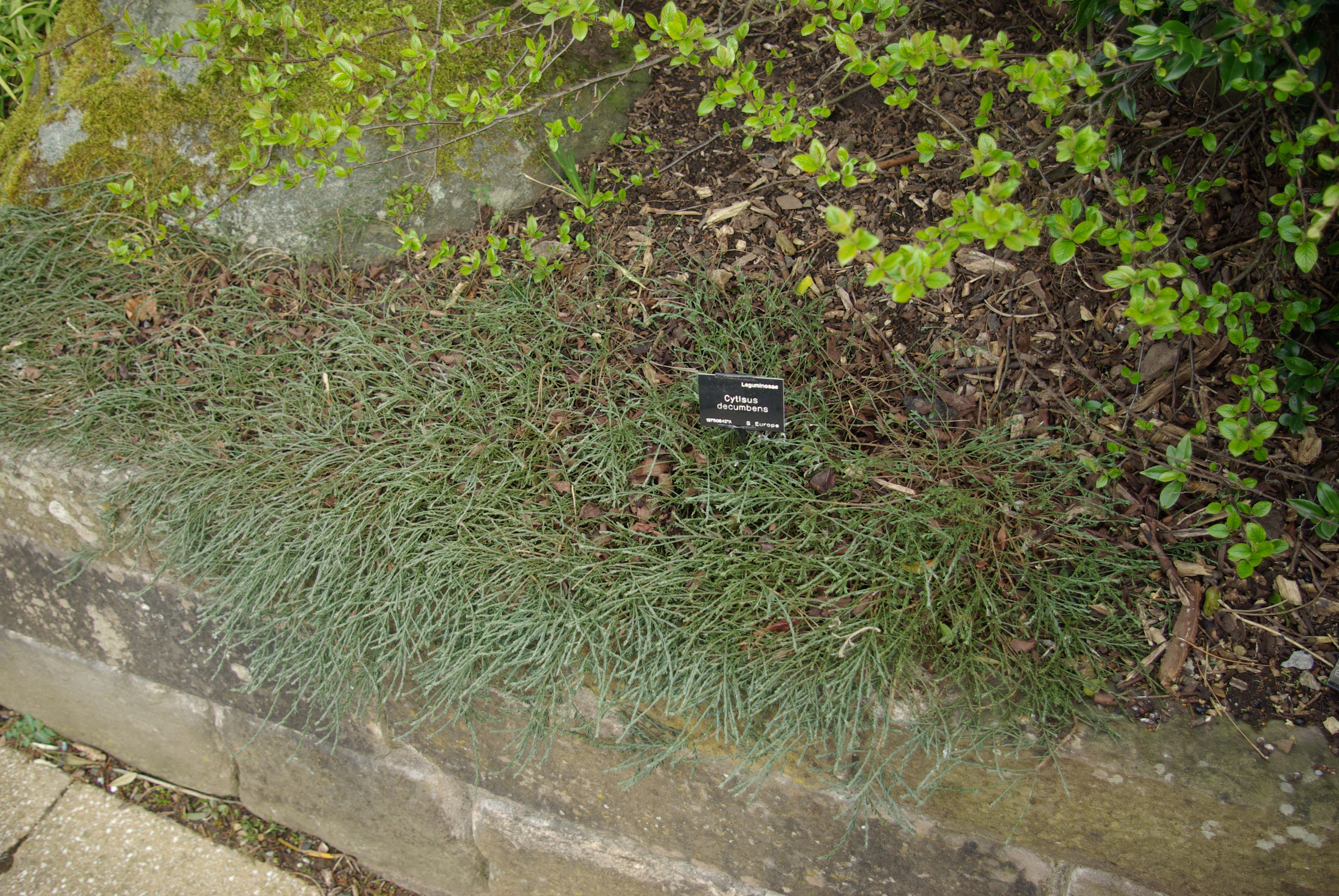